# IDF Achzarit
IDF Achzarit je izraelski teški oklopni transporter napravljen na temelju tenka T-55.

## Povijest
Achzarit je napravljen na osnovi tijela sovjetskog tenka T-54/T-55, koji su zarobljeni tijekom Arapsko-izraelskih ratova. Achzarit je napravljen tako da je s T-55 tenka maknuta kupola. Tijelo tenka je prilagođeno tako da u njega stanu tri člana posade i 7 potpuno opremljenih vojnika. Originalni sovjetski vodom hlađeni Dieselov motor zamijenjen je snažnijim Dieselovim motorom izraelske proizvodnje, a poboljšan je i sustav prijenosa. Na postojeći homogrni čelični oklop debljine do 200 mm postavljen je eksplozivno-reaktivni oklop (ERA). Prvi IDF Achzariti napravljen je 1988. godine.

## Dizajn
Achzarit Mk 1 ima 650 ks jak motor, dok Mk 2 ima snažniji motor s 850 ks.
Naoružan je s tri 7.62 mm strojnice, uključujući jednu daljinski kontroliranu iz tijela vozila, koju je razvio Rafael Advanced Defense Systems Ltd.
Zbog iskustva iz prijašnjih sukoba, na otvor zapovjednika postavljena je kupola od neprobojnog stakla što je omogućilo da zapovjednik izvidi stanje bez da bude izložen snajperskoj vatri.
Nekoliko Achzarit je opremljeno sa 12.7mm Samson daljinski upravljanom automatskom strojnicom koja je postavljena na mjesto standardne 7.62 mm rafaleove automatske strojnice.

## Operacije
Zbog svoje težine, ali i razine oklopne zaštite, Achzarit se često naziva teški oklopni transporter. Achzarit je u službi IDF Golani Brigade, koja dijeluje na području uz granicu s Libanonom isto kao dio IDF Givati Brigade.
Achzarit je sudjelovao u Operaciji duga u Rafahu, nakon što su puno lakši M113 oklopni transporteri uništeni RPG raketama.

## Unutarnje poveznice
- BMPT
- BTR-T

## Vanjske poveznice
- Achzarit at Israeli-Weapons.com
- Achzarit T-55 APC Walk Around Pages